# 秋の陽公園
秋の陽公園（あきのひこうえん）は、東京都練馬区光が丘にある区立の都市公園である。

## 概要
当公園は光が丘団地の一角にあり、園内は木立が生い茂り、練馬区内では唯一田んぼがある公園としても知られている。これは、当地がかつて豊かな水田地帯であったことをしのばせようとして造られたものである。
田んぼは約500平方m2で、もち米が植えられている。児童にも稲作を体験してもらおうと、田んぼへの植えつけや、稲刈りなどは近隣の小学生なども参加して行われている。
その他、公園の入り口は昔の農家の長屋門をイメージした門や、原っぱ、ため池などがあり、かつて田園地帯だった頃の光が丘の姿の再現が試みられている。またかつて流れていた田柄川の最上流を確認でき（源流は土支田の辺り）、同川をイメージした水路もある。田柄川は暗渠化されたが、当公園はその跡地を整備した田柄川緑道（グリーンベルト）の起点でもある。
園内では定期的にフリーマーケットも開かれている。

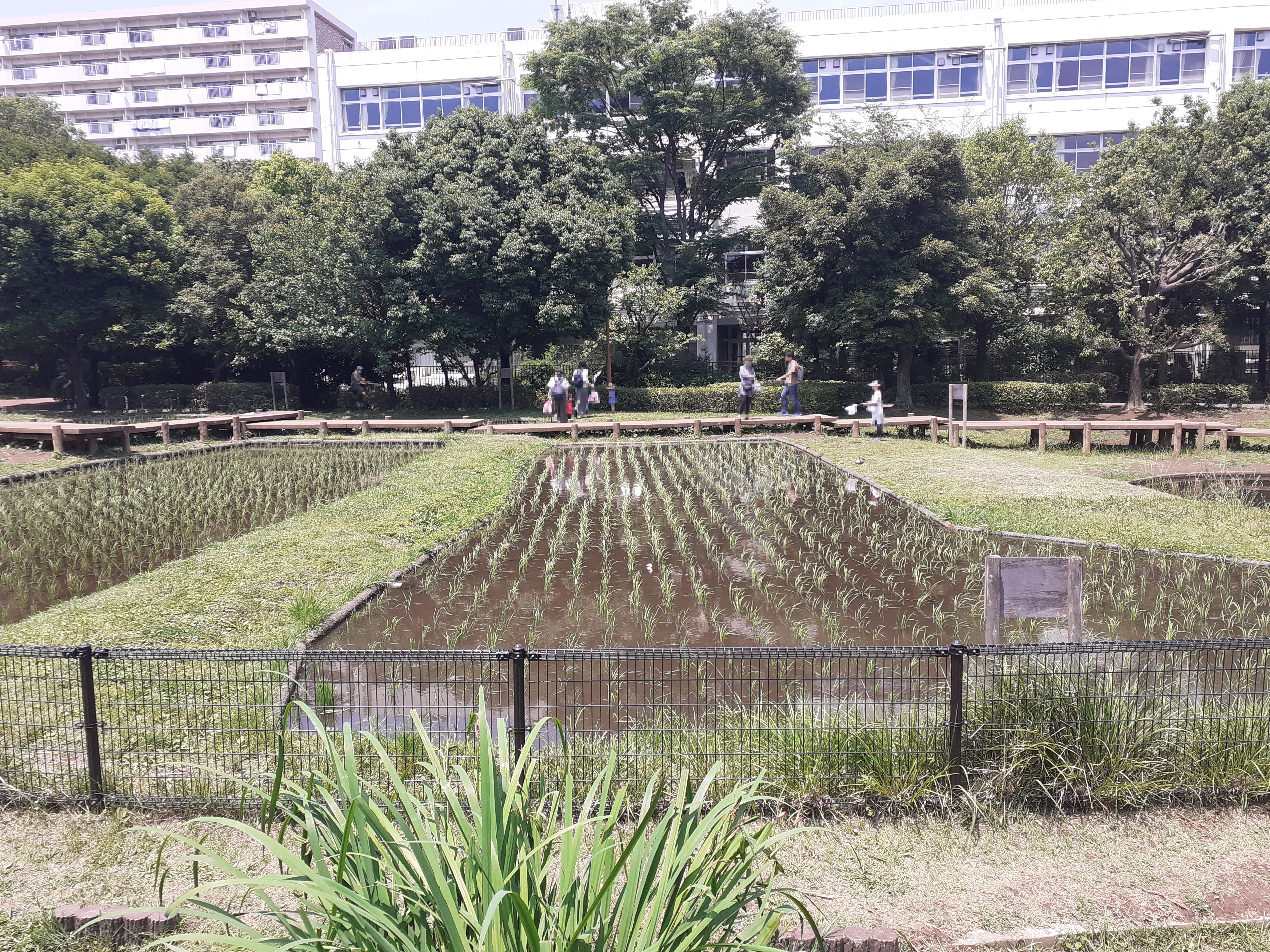
公園内の田んぼ

## 主な施設
- 田んぼ
- 長屋門
- ため池
- 水路
- 原っぱ
- 水屋

## 隣接施設
- 光が丘団地

## 開園日・時間
- 開園時間:常時開園。無休。
- 入園料は無料。

## アクセス
- 都営大江戸線・光が丘駅から徒歩約15分。